# Dean Jones
Dean Jones (Decatur, Alabama, 1931. január 25. – Los Angeles, 2015. szeptember 1.) Grammy-díjas amerikai színész. Legismertebb szerepe Jim Douglas a Kicsi kocsi filmekből és annak sorozatváltozatából. Rádiósként kezdte pályafutását a Dean Jones Sings című műsorral. 1956-ban a Valaki odafönt című filmben kapta első szerepét. Halálát Parkinson-kór szövődményei okozták.

## Filmjei
- Mandie és a titkos alagút (am. kalandf., 2009) Jason Bond
- A kicsi kocsi újra a régi (am. vígj., 1997) Jim Douglas
- Fránya macska (am. vígj., 1997) Mr. Flint
- Komputer teniszcipőben (am. vígj., 1995) Webster Carlson, dékán
- Vizuális biblia: Apostolok cselekedetei (am. történelmi f., 1994)
- Végveszélybe (1994) Moore bíró
- Beethoven (am. anim. sor., 1994)
- Beethoven (am. családi vígj., 1992) Dr. Varnick
- A nagy likvidátor (másik címén: A furfangos részvényes) (am. vígj., 1991) Bill Coles
- Tűz és eső (1989)
- A kicsi kocsi újabb kalandjai (am. kalandfilmsor., 1982)
- Herbie Monte Carlóba megy (am. vígj., 1977) Jim Douglas
- Hógolyó futam  (am. családi vígj., 1972) Johnny Baxter
- Az egymillió dolláros kacsa (am. családi vígj., 1971) Albert Dooley professzor
- A kicsi kocsi kalandjai (am. vígj., 1969)
- Feketeszakáll szelleme (am. vígj., 1968)
- Ebadta kutyakölykök (am. vígj., 1966) Mark Garrison
- Minden szerdán (am. vígj., 1966)
- Torpedófutam (am. háborús filmdráma, 1958)
- Imitation General (am. háborús vígjáték, 1958)
- Börtönrock (am. zenés film, 1957)